# Svend Blitskov
Svend Blitskov es un deportista danés que compitió en remo. Ganó cinco medallas en el Campeonato Mundial de Remo entre los años 1988 y 1993.

## Palmarés internacional
| Campeonato Mundial | Campeonato Mundial       | Campeonato Mundial | Campeonato Mundial      |
| Año                | Lugar                    | Medalla            | Prueba                  |
| ------------------ | ------------------------ | ------------------ | ----------------------- |
| 1988               | Milán (Italia)           | Medalla de bronce  | Ocho con timonel ligero |
| 1989               | Bled (Yugoslavia)        | Medalla de plata   | Ocho con timonel ligero |
| 1990               | Tasmania (Australia)     | Medalla de plata   | Ocho con timonel ligero |
| 1992               | Montreal (Canadá)        | Medalla de oro     | Ocho con timonel ligero |
| 1993               | Račice (República Checa) | Medalla de plata   | Ocho con timonel ligero |